# الحنكة (صنعاء)

تعديل مصدري - تعديل

الحنكة هي إحدى قرى الجمهورية اليمنية. وهي تتبع جغرافيًا لمحافظة صنعاء. وإداريًا لمديرية صعفان. يبلغ تعداد سكانها 925 نسمة حسب الإحصاء الذي جرى عام 2004.